# 팔공로
팔공로(Palgong-ro),(八公路)는 대구광역시 동구 불로봉무동 불로삼거리에서 경산시 와촌면 동강교차로를 잇는 도로이다.

## 주요 경유지
대구광역시
- 동구 (불로봉무동  - 공산동)

경상북도
- 경산시 (와촌면)

## 노선
| 이름                       | 접속 노선                                 | 소재지     | 소재지 | 소재지     | 비고 |
| -------------------------- | ----------------------------------------- | ---------- | ------ | ---------- | ---- |
| 불로삼거리                 | 대구광역시도 제60호선 (공항로)            | 대구광역시 | 동구   | 불로봉무동 |      |
| 팔공산 나들목 불로지하차도 | 제20호선 새만금포항고속도로 아시아 강변로 | 대구광역시 | 동구   | 불로봉무동 |      |
| 불로교                     |                                           | 대구광역시 | 동구   | 불로봉무동 |      |
| 불로교 네거리              | 팔공로24길 팔공로25길                     | 대구광역시 | 동구   | 불로봉무동 |      |
| 봉무지하차도               |                                           | 대구광역시 | 동구   | 불로봉무동 |      |
| 파군재삼거리               | 파계로                                    | 대구광역시 | 동구   | 불로봉무동 |      |
| 파군재                     |                                           | 대구광역시 | 동구   | 불로봉무동 |      |
|                            | 공산동                                    | 대구광역시 | 동구   |            |      |
| 공산교                     |                                           | 대구광역시 | 동구   |            |      |
| 공산터널                   |                                           | 대구광역시 | 동구   |            |      |
| (이름없음) (내동육교)      | 내동로                                    | 대구광역시 | 동구   |            |      |
| 미곡교                     |                                           | 대구광역시 | 동구   |            |      |
| 백안삼거리                 | 팔공산로                                  | 대구광역시 | 동구   |            |      |
| 백안교                     |                                           | 대구광역시 | 동구   |            |      |
| (이름없음)                 | 인산로                                    | 대구광역시 | 동구   |            |      |
| 진인갓바위삼거리           | 갓바위로                                  | 대구광역시 | 동구   |            |      |
| (이름없음)                 | 인산로 능성길                             | 대구광역시 | 동구   |            |      |
| 진정2교                    |                                           | 대구광역시 | 동구   |            |      |
| 진정1교                    |                                           | 대구광역시 | 동구   |            |      |
| 진정교                     |                                           | 대구광역시 | 동구   |            |      |
| 능성교                     |                                           | 대구광역시 | 동구   |            |      |
| (이름없음)                 | 음양길                                    | 경산시     | 와촌면 | 와촌면     |      |
| 강화교                     |                                           | 경산시     | 와촌면 | 와촌면     |      |
| 신한2교                    |                                           | 경산시     | 와촌면 | 와촌면     |      |
| 신한 교차로                | 갓바위로                                  | 경산시     | 와촌면 | 와촌면     |      |
| 신한1교                    |                                           | 경산시     | 와촌면 | 와촌면     |      |
| 박사북 교차로              | 박사강변로                                | 경산시     | 와촌면 | 와촌면     |      |
| 박사 교차로                | 박사길                                    | 경산시     | 와촌면 | 와촌면     |      |
| 소월 교차로                | 동강길                                    | 경산시     | 와촌면 | 와촌면     |      |
| 동강 교차로                | 금송로                                    | 경산시     | 와촌면 | 와촌면     |      |

## 주요 건물 및 시설
- 뚜레쥬르 대구불로점 (대구광역시 동구 불로봉무동 팔공로 126)
- 새마을금고 불로봉무 새마을금고본점 (대구광역시 동구 불로봉무동 팔공로 127)
- 파리바게뜨 대구불로점 (대구광역시 동구 불로봉무동 팔공로 130)
- S-OIL 해안주유소 (대구광역시 동구 불로봉무동 팔공로 157)
- GS25 불로점 (대구광역시 동구 불로봉무동 팔공로 160)
- LG전자 베스트샵 불로점 대구광역시 동구 불로봉무동 팔공로 169)
- GS칼텍스 동원주유소 (대구광역시 동구 불로봉무동 팔공로 194)
- 한국폴리텍대학 영남융합기술캠퍼스 (대구광역시 동구 불로봉무동 팔공로 222)
- DGB대구은행 이시아폴리스 지점 대구광역시 동구 불로봉무동 팔공로 227)
- 대구경북경제자유구역청 대구광역시 동구 불로봉무동 팔공로 227)
- S-OIL 대한주유소 (대구광역시 동구 불로봉무동 팔공로 329)
- 한국타이어 불로대리점 (대구광역시 동구 불로봉무동 팔공로 360)
- SK에너지 국제주유소 (대구광역시 동구 불로봉무동 팔공로 375)
- 대구공산 우체국 (대구광역시 동구 불로봉무동 팔공로 1017)
- S-OIL 청산주유소 (경상북도 경산시 와촌면 팔공로 282)
- GS칼텍스 대경 LPG충전소 (경상북도 경산시 와촌면 팔공로 304)